# Postás SE
El Budapesti Postás Sport Egyesület (en español: Asociación Deportiva de Carteros de Budapest), es un equipo de fútbol de Hungría que juega en la NB4, la cuarta división de fútbol en el país.

## Historia
Fue fundado en el año 1899 en el distrito de Zugló en la capital Budapest como parte del club multideportivo del mismo nombre luego de la fusión de los equipos Budapesti Posta y Távirda Tisztviselők Sport Egyesülete. En 1902 es campeón de la NB2 y logra el ascenso a la NB1 por primera vez.
En su primera temporada en primera división terminó en cuarto lugar, y su mejor participación en la liga fue el subcampeonato dos años después solo detrás del Ferencvarosi TC, pero es desafiliado luego de que comprobara que cometieron cohecho y la sección de fútbol desapareció en 1906.
En 1908 la sección de fútbol es refundada y es hasta la temporada 1949/50 que regresa a jugar en la NB1 donde terminó en el lugar 11, y descienden en la temporada de invierno de 1950. En 1953 retorna a la NB1 descendiendo en ese mismo año y no ha vuelto a la primera división desde entonces.

## Nombres
- 1899–1901: Fusión entre Budapesti Posta uy Távirda Tisztviselők Sport Egyesülete
- 1901–1917: Postások Sport Egyesülete
- 1917–1918: Postás Sport Egyesület
- 1918–1919: Postások Sport Clubja
- 1919–1950: Postás Sport Egyesület
- 1950: Fusión con Szentlőrinci AC
- 1950–1954: Budapesti Postás SK
- 1954: Budapesti Törekvés SE (fusión con BKV Előre SC y Budapesti Lokomotív)
- 1956: Se divide en Postás SE, BKV Előre SC, BVSC Budapest y Szentlőrinci AC
- 1956–presente: Postás SE

## Palmarés
- NB2: 2

1902, 1951

## Jugadores

### Jugadores destacados
| - Bádonyi Gyula - Bienenstock Sándor - Bihari Károly - Bodor Ödön - Buda István | - Csernai Pál - Gabrovitz Emil - Harsády József - Kertay Lajos - Koltai József | - Komáromi Tibor - Minder Frigyes - Raduly József - Steiner Bertalan |